# Žongliranje
Žongliranje je fizička veština koju izvodi žongler, uključujući manipulaciju predmetima za rekreaciju, zabavu, umetnost ili sport. Najprepoznatljiviji oblik žongliranja je žongliranje bacanjem. Žongliranje može biti manipulacija jednim predmetom ili više predmeta istovremeno, najčešće pomoću jedne ili dve ruke, ali moguće je i nogama. Žongleri predmete kojima žongliraju često nazivaju props. Najčešći korišćeni predmeti za žongliranje su lopte, palice ili prstenovi. Neki žongleri koriste dramatičnije predmete poput noževa, vatrogasnih baklji ili motornih testera.

## Etimologija
Reči juggling i juggler u engleskom jeziku izvedene su iz srednjoengleskog jogelen („zabavljati izvođenjem trikova“), što je pak iz starofrancuskog . Postoji i kasnolatinski oblik joculare latinskog joculari, što znači „šaliti se“. Iako etimologija pojmova žongler i žongliranje u smislu manipulisanja predmetima radi zabave potiče još iz 11. veka, trenutni smisao žongliranja, što znači „neprekidno bacati predmete u vazduh i hvatati ih“, potiče iz kraj 19. veka.
Od 12. do 17. veka, žongliranje i žonglerstvo bili su termini koji su se najdoslednije koristili za opisivanje magijskih činova, mada su neki taj termin žongliranje nazivali leksikografskom noćnom morom, navodeći da je jedno od najmanje razumevanih u vezi s magijom. U 21. veku termin žongliranje obično se odnosi na žongliranje bacanjem, gde se predmeti kontinuirano bacaju u vazduh i ponovo hvataju, ponavljajući to u ritmičnom obrascu.
Prema Džejmsu Ernestu u njegovoj knjizi Kontaktno žongliranje, većina ljudi će žongliranje opisati kao „bacanje i hvatanje stvari“; međutim, žongler bi taj čin mogao opisati kao „vizuelno složen ili fizički izazovan podvig koji koristi jedan ili više predmeta“. Dejvid Levinson i Karen Hristensen žongleriranje opisuju kao „sport bacanja i hvatanja ili manipulisanja predmetima [...] održavajući ih u stalnom pokretu“. „Žongliranje, poput muzike, na ugodan način kombinuje apstraktne obrasce i koordinaciju uma i tela“.

## Poreklo i istorija

### Antika do 20. veka
Najraniji zapis o žongliranju pronađen je u panou iz 15. grobnice (1994. do 1781. pne) Beni Hasana nepoznatog egipatskog princa, na kojem se vide plesačice i akrobati kako bacaju lopte. Žongliranje je zabeleženo u mnogim ranim kulturama, uključujući egipatsku, nabatejsku, kinesku, indijsku, grčku, rimsku, nordijsku, astečku (Meksiko) i polinezijsku civilizaciju.
Žongliranje u drevnoj Kini bila je umetnost koju su izvodili pojedini ratnici. Jedan od takvih ratnika bio je Sjung Jiljao, čije je žongliranje sa devet lopti ispred trupa na bojnom polju navodno prouzrokovalo beg protivničkih trupa bez borbe, što je rezultiralo potpunom pobedom.
U Evropi je žongliranje bilo prihvatljiva zabava sve do propadanja Rimskog carstva, nakon čega je ta aktivnost pala u nemilost. Tokom srednjeg veka, većinu istorija pisali su religiozni klerici koji nisu gotivili tip izvođača koji su žonglirali, zvanih cirkusani, optužujući ih za niži moral ili čak bavljenje veštičarstvom. Žongleri u ovo doba nastupali samo na pijacama, ulicama, vašarima ili krčmama. Oni su izvodili kratke, šaljive i loše glumačke predstave i pružali šešir ili torbu publici za napojnice. Bardovi, dvorske budale ili lakrdijaši kraljeva i plemića bili su u poziciji da žongliraju ili izvode akrobacije, mada su njihove glavne veštine bile usmene (poezija, muzika, komedija i pričanje priča).
Godine 1768, Filip Astli otvorio je prvi moderni cirkus. Nekoliko godina kasnije, zaposlio je žonglere da izvode predstave zajedno sa konjima i klovnovima. Od tada se žongleri asociraju sa cirkusima.
Početkom 19. veka, trupe iz Azije, poput čuvenih „indijskih žonglera“ na koje se pozivao Vilijam Hazlit, doputovale su u obilazak Britanije, Evrope i delova Amerike.
U 19. veku, pozorišta estrade i muzičke sale postaju popularnija, a žongleri su traženi da popune vreme između muzičkih činova, nastupajući ispred zavese dok se menjaju setovi. Izvođači su se počeli specijalizovati za žongliranje, odvajajući tu aktivnost od drugih vrsta performansa poput gutanja mačeva i magije. Stil džentlmenskog žonglera uspostavili su nemački žongleri kao što su Salerno i Kara. Razvila se prerada gume, a žongleri su počeli da koriste gumene kuglice. Ranije su žonglerske kuglice pravljene od kuglica kanapa, punjenih kožnih torbi, drvenih sfera ili raznih metala. Upotreba čvrstih ili gumenih kuglica na naduvavanje značila je da je moguće žongliranje odskokom. Naduvane gumene kuglice olakšale su i učinile pristupačnijim vrtnju kuglica. Ubrzo su u severnoj Americi u vodviljskim pozorištima zapošljavali žonglere, često unajmljujući evropske izvođače.

### 20. vek
Početkom i sredinom 20. veka, estradne i vodviljske emisije su izgubile na popularnosti zbog konkurencije bioskopskih teatara, radija i televizije, i žonglerstvo je trpelo zbog toga. Muzika i komedija su se vrlo lako prenosile radiom, ali žongliranje se nije moglo adaptirati. U ranim TV godinama, kada je bilo popularno programiranje u raznovrsnom stilu, žongleri su često bili predstavljeni; ali razvijanje novog čina za svaku novu emisiju, nedelju za nedeljom, bilo je teže za žonglere nego za druge vrste zabavljača; komičari i muzičari mogu platiti drugima da napišu njihov materijal, dok žongleri nemaju takve mogućnosit.
Međunarodno udruženje žonglera, osnovano 1947. godine, počelo je kao udruženje profesionalnih vodviljskih žonglera, ali ograničenja za članstvo su na kraju promenjena, i neizvođačima je bilo dozvoljeno da se pridruže i prisustvuju godišnjim konvencijama. IJA nastavlja da održava godišnju konvenciju svakog leta i vodi brojne druge programe posvećene unapređivanju umetnosti žongliranja širom sveta.
Svetski dan žongliranja stvoren je kao godišnji dan priznanja ovog hobija, sa namerom da se podučavaju ljude kako da žongliraju, promoviše žongliranje, i radi okupljaja žonglera i održavanja proslava. On se održava subotom u junu, koja je najbliža 17. junu, datumu osnivanja Međunarodne asocijacije žonglera.
U većini gradova i većih varoši sada postoje žonglerski klubovi. Oni su često bazirani na univerzitetima ili fakultetima ili su povezani sa njima. Postoje i cirkuske grupe u zajednici koje podučavaju mlade ljude i priređuju predstave. Organizacija Žonglerski rub održava bazu podataka većine žonglerskih klubova.

## Literatura
- Dancey, Charlie 1995 Compendium of Club Juggling Butterfingers, Bath  1 898591 14 8.
- Dancey, Charlie 2001 Encyclopedia of Ball Juggling, Butterfingers, Devon  1 898591 13 X.
- Finnigan, Dave 1987 The Complete Juggler, Vintage Books, New York  0 394 74678 3.
- Summers, Kit 1987 Juggling with Finesse, Finesse Press, San Diego  0 938981 00 5.
- Ziethen, Karl-Heinz & Serena, Alessandro 2003 Virtuosos of Juggling, Renegade Juggling, Santa Cruz  0 9741848 0 2.
- Ziethen, Karl-Heinz & Allen, Andrew 1985 Juggling: The Art and its Artists, Werner Rausch & Werner Luft Inc, Berlin  3 9801140 1 5.
- Ziethen, Karl-Heinz (2003). Virtuosos of Juggling. Santa Cruz: Renegade Juggling. стр. 137–138. ISBN 0974184802.
- Giduz, Bill (1985). „The Joy of Zero-G Juggling”. Juggler's World. 37—2: 4—6.
- Chamitoff, Greg. „Greg Chamitoff's Journal”. Nasa.gov. Архивирано из оригинала 05. 08. 2016. г. Приступљено 18. 1. 2015.
- „Meaning and expression in juggling”. Object Episodes (на језику: енглески). Архивирано из оригинала 01. 12. 2017. г. Приступљено 2017-11-21.
- Breen, Tom (мај 1946). „Juggling Firsts”. The Juggler's Bulletin. 20.
- Research in Juggling History by Arthur Lewbel (November 1995, revised March 2002)
- Allen, Andrew; Karl-Heinz Ziethen and Toly (1985). Juggling : the Art and its Artists. Berlin: Werner Rausch and Werner Lüft. ISBN 3-9801140-1-5.
- Wall, Duncan (2013). The Ordinary Acrobat: A Journey Into the Wondrous World of the Circus, Past and Present. ISBN 9780307271723.

## Spoljašnje veze
- The International Jugglers' Association (IJA) — worldwide community of jugglers
- The European Jugglers' Association (EJA) — European community of jugglers
- The World Juggling Federation (WJF) — private company aimed at promoting competition-style juggling
- Extreme juggling — hosts yearly competitions and releases DVDs of the competitors
- Juggling Information Service - dated but has a huge amount of information (website)
- The Juggling Edge - up to date events and club listings
- r/juggling - juggling subreddit; active community
- Library of Juggling - detailed collection of toss juggling patterns
- „A glossary of juggling terms”. Архивирано на веб-сајту  (11. новембар 2020)
- JIS Numbers Juggling Records - list of world juggling records
- Lisenby, Ashley. „St. Louisan juggles his way into spot with Cirque du Soleil show”. stltoday.com (на језику: енглески). Приступљено 2017-08-27.
- „Gaston Palmer - IJA”. www.juggle.org (на језику: енглески). 7. 12. 2016. Приступљено 2017-11-21.